# Famille Baschenis
Cette page explique l’histoire ou répertorie les différents membres de la famille Baschenis.
La famille Baschenis est une famille d'artistes italiens, de peintres originaires de l'ancienne vallée Averara et plus précisément du hameau de Colla dans la commune de Santa Brigida dans la province de Bergame. 
Les premiers peintres Baschenis sont des peintres en fresques, la plupart du temps religieuses, de style gothique international. Le dernier et le plus renommé des peintres Baschenis, Evaristo, est le seul à s'être illustré dans la peinture à huile. La famille Baschenis est active pendant environ deux siècles (XVe siècle - 1677).

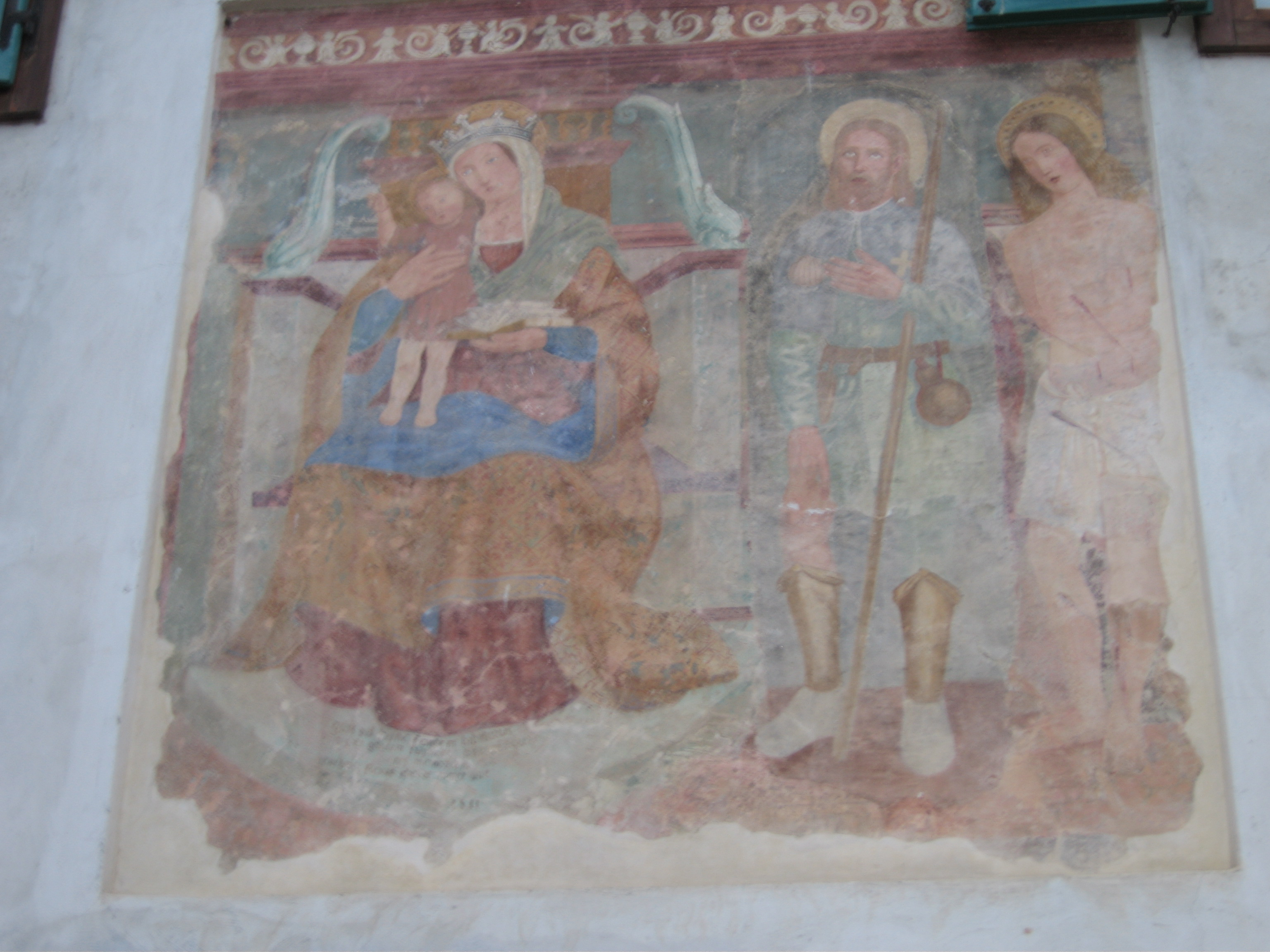
Fresque des Baschenis à Monclassico

## Les deux dynasties
Les peintres Baschenis sont divisés en deux dynasties distinctes : La dynastie de Lanfranco Baschenis, dont sont issues cinq peintres, et la dynastie de Cristoforo Baschenis, plus nombreuse, dénombrant au moins onze peintres. Les premiers membres des deux dynasties se connaissaient et eurent quelquefois l'occasion de collaborer.

### Dynastie de Lanfranco
- Lanfranco Baschenis
  - Giacomo Baschenis
    - Taddeo Baschenis
    - Angelo Baschenis (actif de 1450 à 1490)
    - Antonio Baschenis (actif de 1450 à 1490)
      - Giovanni Baschenis (actif de 1471 à 1503)
      - Battista Baschenis (actif de 1471 à 1503)

#### Antonio
Chronologiquement, Antonio est le premier peintre des deux dynasties de Baschenis. Il est peintre itinérant entre l'actuelle province de Bergame et le Trentin. Il aurait possédé à partir de 1451 une boutique près de l'église San Michele all'Arco à Bergame. Parmi ses fresques l'on peut citer celle de l'église Santo Stefano à Carisolo où il peint le dernier repas du Christ, deux Madonne in trono con Bambino et plusieurs saints. Il peint également aux églises de San Vigilio à Pinzolo et de Mione in Val à Rumo. La fresque Madonna col Bambino e Santa Caterina de cette dernière église est datée de 1480.

#### Angelo
Angelo, frère d'Antonio, s'illustre pour la première fois en peignant une fresque représentant des saints au presbytère de l'église San Defendente de Roncola. Il travailla dans le Trentin à Flavon puis à Pinzolo. Les fresques de l'église de Santa Brigida lui sont aussi attribuées dont les Épisodes de la vie de Nicolas de Tolentino, mais son œuvre la plus importante est la fresque de la sacristie de l'église paroissiale d'Ornica, datée du 15 novembre 1485, qu'il signe : "Angelus de Averaria pinxit una cum filio suo".

#### Giovanni et Battista
Les fils d'Antonio commencèrent par travailler dans le Trentin dans diverses églises comme la chapelle de San Valerio à Tassullo ou l'église Sant'Udalrico à Rumo où ils peignirent, en 1471, une Cène. Giovanni dédia sa vie entière à la peinture et peignit la sacristie de l'église d'Alino, à San Giovanni Bianco. Giovanni peignait également pour des collections privées.

### Dynastie de Cristoforo
- Cristoforo Ier Baschenis (1465 - 1490)
  - Dionisio Baschenis (actif à partir de 1493)
  - Simone Ier Baschenis (actif de 1488 à 1503)
    - Cristoforo II Baschenis (1472 - 1520)
      - Jacopo Baschenis
      - Simone II Baschenis (1490 - 1555)
        - Antonio Baschenis
          - Cristoforo Baschenis le Jeune (1560 - 1626)

        - Cristoforo Baschenis l'Ancien  (1520 - 1613)
          - Antonio Baschenis  (1592 - 1613)
            - Pietro Baschenis (1590 - 1630)

        - Battista Baschenis
        - Lucia Baschenis
          - Giovanni Battista Guarinoni (1548 - 1579)

        - Guaresco Baschenis
          - Simone III Baschenis
            - Bartolomeo Baschenis
            - Giovanni Paolo Baschenis
            - Lucia Baschenis
            - Evaristo Baschenis (1617 - 1677)

        - Filippo Baschenis (1537 - 1596)

#### CristoforoIer
Bien qu'originaire de Colla (Santa Brigida), Cristoforo, premier peintre de la seconde dynastie Baschenis, a principalement travaillé dans le Trentin après avoir séjourné à Brescia. La seule œuvre réellement attribué à Cristoforo est la représentation de Saint Antoine sur la façade de l'église Sant'Antonio de Pelugo. Certains lui attribuent également une grande majorité du reste de la façade.

#### Dionisio et SimoneIer
Dionisio, fils de Cristoforo, a également travaillé à l'église de Pelugo. On lui doit la représentation de Saint Christophe sur la partie droite de la façade et également les Scènes de la vie de Saint Antoine sur le mur droit. Quant à Simone, frère de Dionisio, il peignit avec ce dernier mais aucune de ses œuvres n'ont subsisté. Cependant, l'on sait qu'il aurait peint les fresques de l'église paroissiale de Lodrone (Commune de Storo).

#### Cristoforo II
Fils de Simone, il naît en 1472 et vit à Santa Brigida. Il peint en 1476 l'intérieur de l'église Saint Félix à Bono (Ancienne commune de Bleggio, aujourd'hui Comano Terme). Autour de 1500, il peint les églises Saint Georges et Saint Roch, respectivement à Dorsino et San Lorenzo in Banale (Aujourd'hui San Lorenzo Dorsino). Il peint également à l'église de Condino en 1519 et à Ragoli (Aujourd'hui Tre Ville).

## Pour approfondir